# Pomnik Wdzięczności Armii Czerwonej w Mielcu
Pomnik Wdzięczności Armii Czerwonej w Mielcu – pomnik, który znajdował się do listopada 2015 roku przy ul. Stefana Sękowskiego w Mielcu, w województwie podkarpackim.

## Historia
Pomnik odsłonięto 7 listopada 1963 roku z inicjatywy Komitetu Powiatowego PZPR przed ówczesnym gmachem Domu Partii (obecnie siedziba Starostwa Powiatowego). Pomnik przedstawiał postać żołnierza Armii Radzieckiej podtrzymującego lewą ręką dziecko, a w prawej dzierżącego miecz. Tablica na cokole pomnika głosiła "Pomnik Bezimiennego Żołnierza Dla Upamiętnienia Żołnierzy Radzieckich I Polskich Poległych W Czasie Wyzwalania Ziemi Mieleckiej Spod Okupacji Hitlerowskiej W Okresie Od Sierpnia 1944 R. Do Stycznia 1945 R." Po przemianach demokratycznych w Polsce o przeniesienie pomnika na cmentarz żołnierzy Armii Czerwonej apelował między innymi dyrektor Muzeum Regionalnego w Mielcu – Jerzy Skrzypczak.
We wrześniu 2015 roku Rada Powiatu Mieleckiego zdecydowała o zdemontowaniu pomnika i jego ewentualnym przeniesieniu podejmując rozmowy w tej sprawie z Fundacją Minionej Epoki prowadzącą Muzeum PRL-u w Rudzie Śląskiej. Pomnik zdemontowano 27/28 listopada 2015 roku. Wcześniej o planowanym demontażu pomnika uprzedzono między innymi konsula generalnego Federacji Rosyjskiej w Polsce. Starosta mielecki Zbigniew Tymuła po demontażu pomnika ujawnił iż zostanie on przeniesiony do Muzeum PRL-u w Rudzie Śląskiej, mimo to demontaż pomnika wywołał protest Ministerstwa Spraw Zagranicznych Federacji Rosyjskiej, które na ręce ambasador RP w Moskwie Katarzyny Pełczyńskiej-Nałęcz złożyło oficjalny protest i zażądało wyjaśnień w sprawie demontażu pomnika.